# Cormoran du Cap
Phalacrocorax capensis
Espèce
Statut de conservation UICN

 EN A2bc+3bc+4bc : En danger
Le Cormoran du Cap (Phalacrocorax capensis) est une espèce d'oiseaux de la famille des Phalacrocoracidae.

## Taxonomie
Classé dans le genre Phalacrocorax le plus souvent, il forme parfois un genre à part selon certains auteurs (comme Johnsgaard), le genre Leucocarbo, qu'il partage avec d'autres espèces de Cormorans.

## Description
Cet oiseau mesure 64 cm de longueur pour une envergure de 109 cm et une masse de 0,8 à 1,6 kg.
Comme la majorité des cormorans, il a un plumage noir brillant, avec des reflets verts et pourpres, et quelques plumes blanches sur la tête, le cou et le croupion. La poche gulaire est jaune orangé. Au contraire du Grand Cormoran commun en Europe, ses lores sont emplumés. Le dimorphisme sexuel est faible.
Les immatures sont plus bruns et ternes.

## Répartition

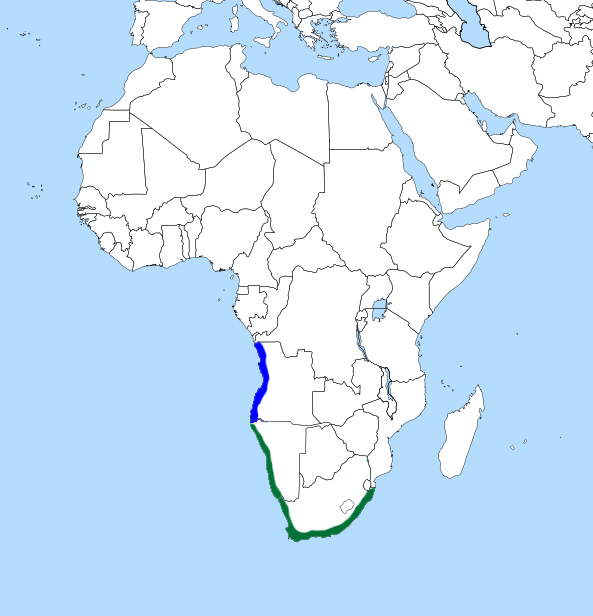
Carte de répartition du Cormoran du Cap.

Il niche le long des côtes namibiennes et d'Afrique du Sud (Province du Cap) ; son aire d'hivernage s'étend à la République démocratique du Congo et à l'extrême sud du Mozambique.

## Comportement
Les Cormorans du Cap sont grégaires, ils pêchent en pleine mer diverses espèces (sardines, anchois, etc.) dans les eaux du Sud-Ouest de l'Afrique refroidies par le Courant de Benguela. Il a quelques prédateurs, surtout sur les sites de reproduction: le Chacal à chabraque, et plusieurs oiseaux (Grand Cormoran, Pélican blanc et Goéland dominicain).

## Reproduction

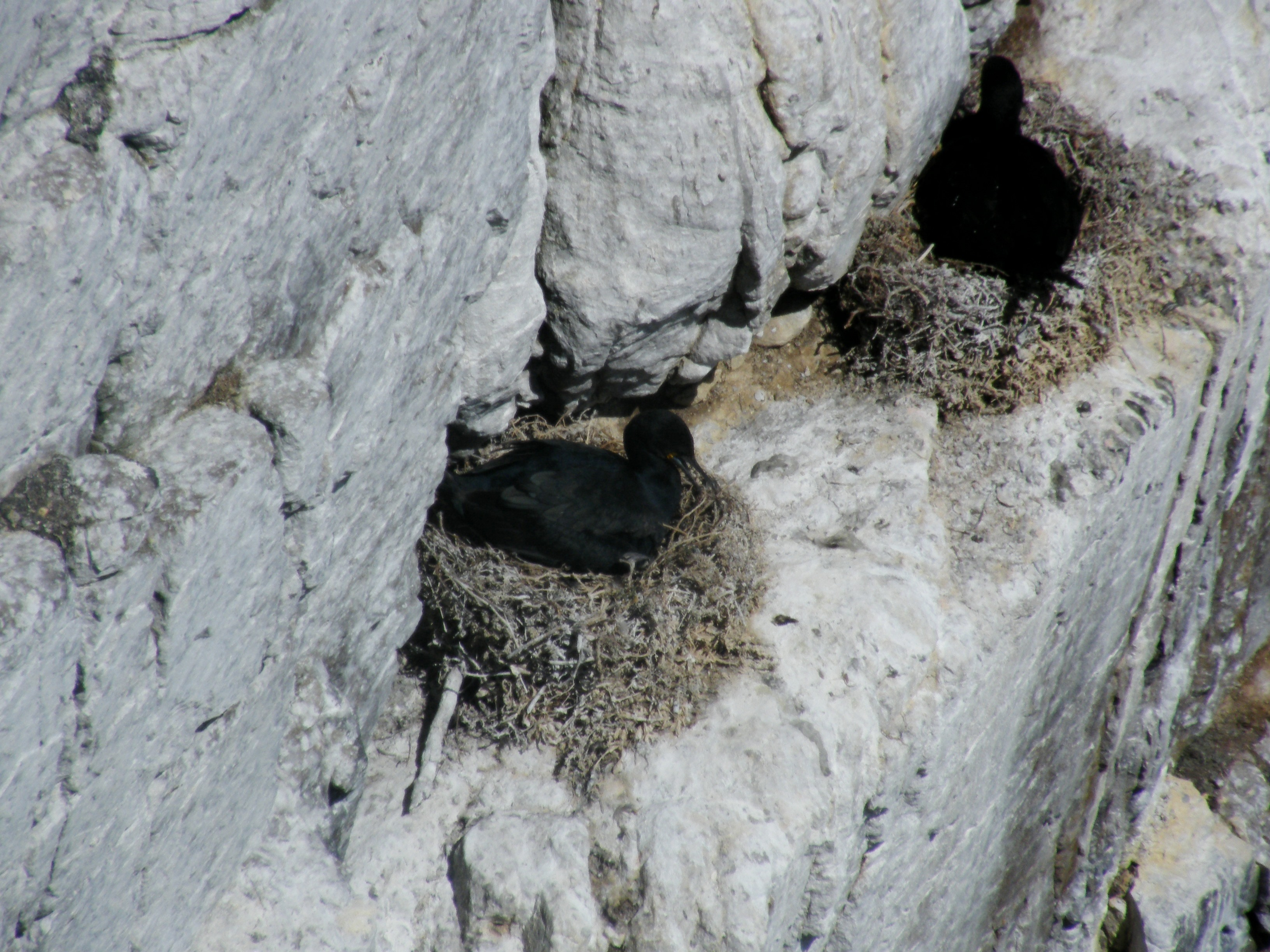
2 Cormorans du Cap au nid en Afrique du Sud (janvier 2009).

Il niche dans le printemps et l'été austral (septembre à février), sur les côtes rocheuses. Les œufs, le plus souvent au nombre de 2 à 3, sont pondus sur des nids confectionnés avec des branchettes, des tiges et des algues.

## Conservation
Bien qu'il soit souvent considéré comme commun dans la zone considérée (effectif estimé à 1 million d'oiseaux pour la seule Namibie en 1970), l'UICN le classe comme "presque menacé" du fait du déclin de ses effectifs causés par la pollution aux hydrocarbures, les fortes fluctuations des stocks de poissons, les parasites et les maladies.

## Intérêt particulier
Le Cormoran du Cap est un producteur de guano, ce qui justifie sa protection, et même la mise en place de plates-formes artificielles, destinées à sa nidification.